# Fixsenia obsoleta
Fixsenia obsoleta är en fjärilsart som beskrevs av Tutt 1907. Fixsenia obsoleta ingår i släktet Fixsenia och familjen juvelvingar. Inga underarter finns listade i Catalogue of Life.